# Ginataang labong
Ginataang labong (též ginataang tambo) je pokrm z filipínské kuchyně, jehož základem jsou bambusové výhonky a kokosové mléko, který se často podává s masem nebo s mořskými plody.

## Popis
Základem ginataangu labongu jsou vařené nakrájené bambusové výhonky. Při přípravě jídla samotného se začíná restováním cibule, česneku a zázvoru. Do této směsi se poté přidají povařené a pokrájené bambusové výhonky a kokosové mléko, a někdy také maso (vepřové nebo rybí), krevety, tofu nebo krabi. Pokrm se dále obvykle ochucuje chilli, rybí omáčkou nebo citronovou trávou. Někdy se přidává také zelenina, rajčata nebo listy chilli papriček. Jako příloha se k pokrmu podává rýže.